# HD 68312
HD 68312，又名BD-07 2378，SAO 135611、HR 3212，是一颗恒星，视星等为5.36，位于銀經229.4，銀緯13.91，其B1900.0坐标为赤經8h 6m 41s，赤緯-7° 13.91′ 28″。